# Dichodontium palustre
Dichodontium palustre là một loài rêu trong họ Dicranaceae. Loài này được Dicks. M. Stech mô tả khoa học đầu tiên năm 1999.